# Henk Jager (burgemeester)
H.P. (Henk) Jager (ca. 1932 - Vught, 29 augustus 2017) was een Nederlands politicus van de PvdA.
Hij was wethouder in Geldrop voor hij in juni 1981 benoemd werd tot burgemeester van Hoevelaken. In maart 1987 volgde zijn benoeming tot burgemeester van Neede wat hij tot zijn pensionering in november 1997 zou blijven. Jager was Ridder in de Orde van Oranje-Nassau. Hij overleed in augustus 2017 op 84-jarige leeftijd.